# Pascal Charbonneau
Pascal Charbonneau (ur. 6 maja 1983) – kanadyjski szachista, arcymistrz od 2006 roku.

## Kariera szachowa
W latach 1996–2000 siedmiokrotnie zdobył tytułu mistrza Kanady juniorów w różnych kategoriach wiekowych. Oprócz tego jest dwukrotnym mistrzem swojego kraju w kategorii seniorów, złote medale zdobył w latach 2002 i 2004. W roku 2002 podzielił również I miejsce w otwartych mistrzostwach Kanady. Pomiędzy 2000, a 2006 rokiem czterokrotnie wystąpił na szachowych olimpiadach (w tym 2 razy na I szachownicy).
W 2003 roku podzielił II miejsce (za Giovannim Vescovim) w kontynentalnych mistrzostwach panamerykańskich, rozegranych w Buenos Aires. W 2004 wystąpił w Trypolisie w mistrzostwach świata systemem pucharowym, przegrywając w I rundzie z Etienne Bacrot, natomiast w 2005 wystartował w Pucharze Świata, również odpadając w I rundzie (po porażce z Aleksiejem Driejewem). W 2006 triumfował w kołowym turnieju w Chicago.
Najwyższy ranking w dotychczasowej karierze osiągnął 1 marca 2011 r., z wynikiem 2517 punktów zajmował wówczas 3. miejsce wśród kanadyjskich szachistów.

## Życie prywatne
Żoną Pascala Charbonneau jest amerykańska arcymistrzyni Irina Krush.